# 三攀他旺县
三攀他旺县（音素換寫：[S̄ạmphạnṭhwngṣ̄̒] 错误：{{Transl}}：拉丁字母轉寫第 16 個字元「̒」不是拉丁字母。（帮助），皇家轉寫：Samphanthawong，IPA：[sǎm.pʰān.tʰā.wōŋ]，或譯三潘它翁）是泰国曼谷的50个區之一。 该县为曼谷的唐人街。它是曼谷面积最小，而人口密度最高的一个县。邻近的县（从北顺时针）：邦巴沙都拍县、挽叻縣、空訕縣（昭披耶河对岸）和拍那空县。

## 历史
自曼谷建城之初，该地就是华人社区。原本华人住在今拍那空县，定都曼谷时迁至此处。狭窄的三聘街曾是该区的主要街道，直到1892年（朱拉隆功国王在位期间）开辟耀华力路。如今，耀华力路仍然是曼谷唐人街的心脏。

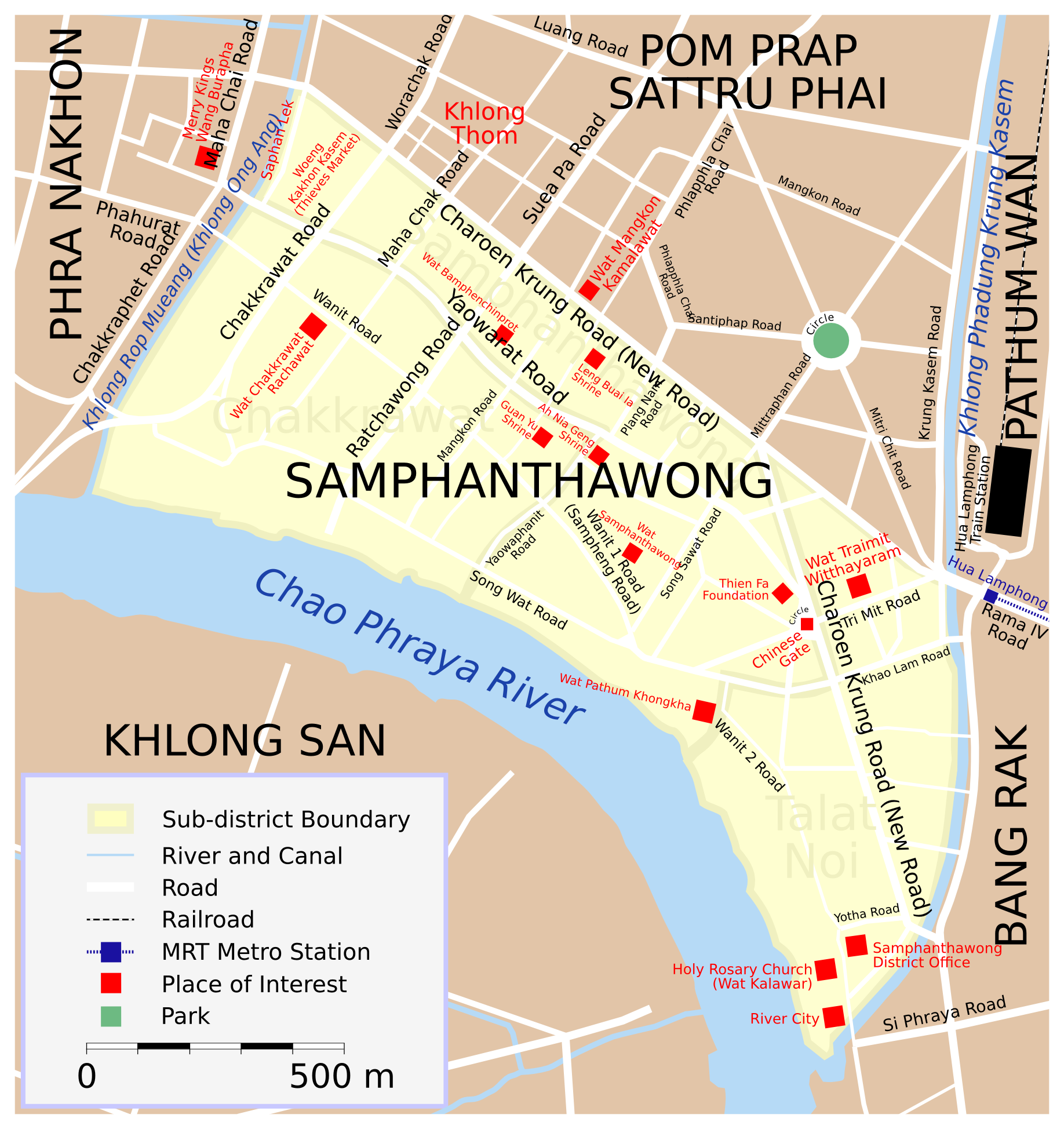
地图

## 耀华力路
耀华力路长约1.5公里。沿线两侧，有许多金店和各种中国餐馆: 面条、米饭、点心、燕窝汤等等。两侧的小巷内，也开设许多的商店，尤其是水果店和中药店。
最近，兴建了一个门，庆祝国王的72岁生日。它位于耀华力路一端的欧德翁圆环（得名于曾经位于此处的一个电影院）。

## 宗教建筑
该区有一些著名的泰国佛教寺庙，如金佛寺，以纯金制成的大佛著称，重约5.5吨。该区也有许多中国寺庙，其中龙尾古庙，为该区最古老的庙宇，约有300年历史。曼谷最有名的中国寺庙龙莲寺，位于三攀他旺县边界外侧，属于毗邻的邦巴沙都拍县。
玫瑰圣母堂位于湄南河河岸，是曼谷最古老的天主教教堂之一，最早建于1787年，拉玛一世在位时期，由来自被缅甸占领的大城的逃亡者建立。目前的建筑建于1890年。

## 其他建筑
玫瑰圣母堂的上游是泰国的第一座商业银行大楼，位于哒叻仔。该建筑建于1904年，称为Book Club。现为泰國匯商銀行的分行。玫瑰堂的下游是River City购物中心，专门售卖艺术品和古董。
在三攀他旺县一带有许多市场。沿着耀华力路，三聘街和石龙军路有许多商店和摊位，尤其是在夜间和周末。铁桥（Saphan Lek）市场被称为电子游戏机的中心。它得名于石龙军路跨越新开港（Ong Ang）运河的桥梁的旧名，是一个狭长地带，沿 Ong Ang运河两岸有很多小商店。它附近是水晶宮賊市場。空通廉價電子產品市場（属于邦巴沙都拍县）为著名的低成本电子产品市场，面积很大，占据好几个街块，在石龙军路的对面，周六晚至星期日上午，这里的小街小巷都挤满了摊位。

## 行政区划
三攀他旺县下辖三个区（khwaeng）：
- 差甲瓦区
- 三攀他旺区
- 哒叻仔区

## 节庆
每年在这里举行几个中国传统节日. 在此期间，耀华力路会封闭交通。
- 中国新年，是最大的节日，有舞龙、舞狮。
- 中秋节，售卖月饼。
- 素食节，阴历9月初，历时九天，耀华力路上的素食摊位有黄色标志和红色汉字“齋”。有些食物看起来像肉，实际上是大豆制品。

## 图册

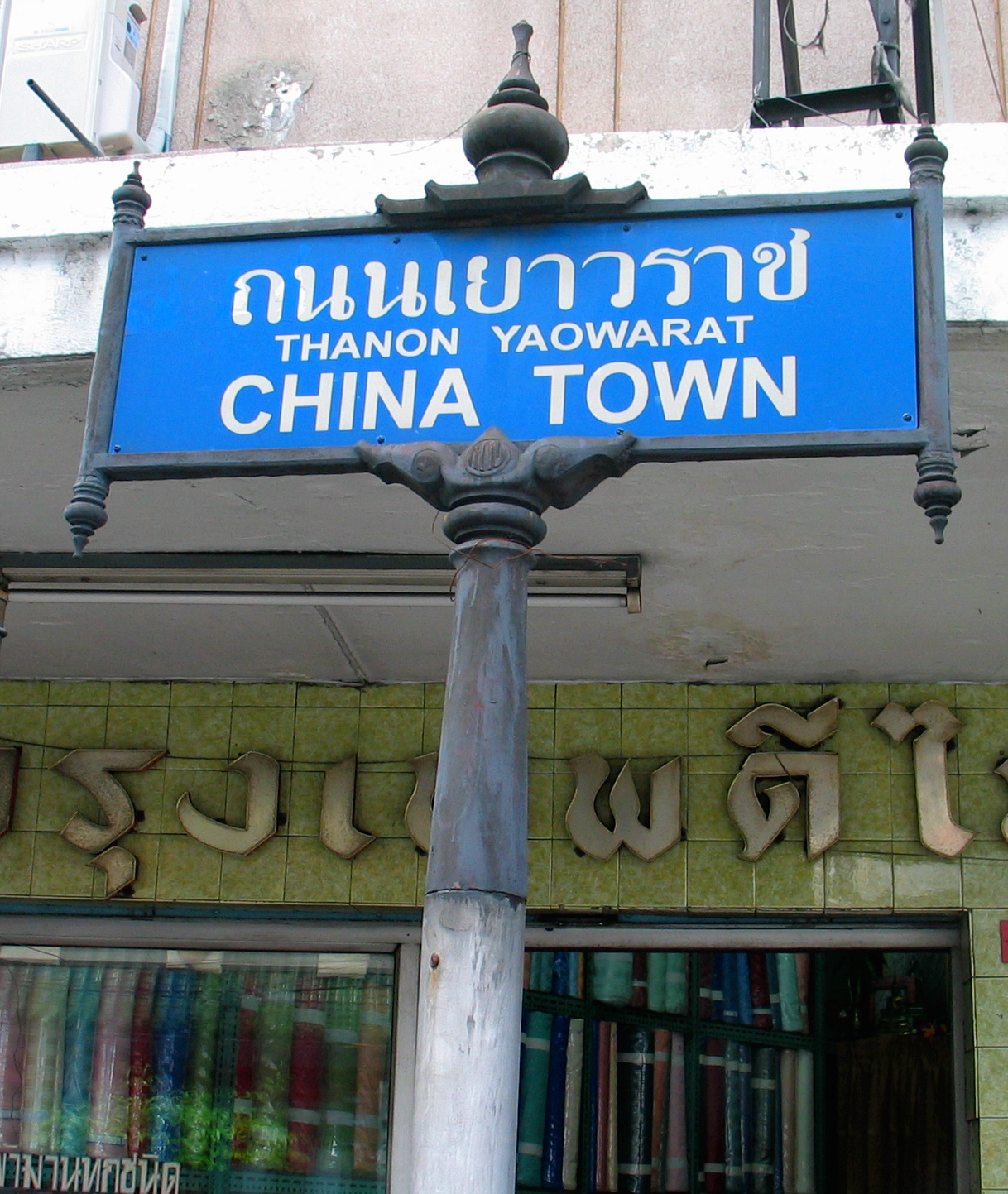
耀华力路路牌
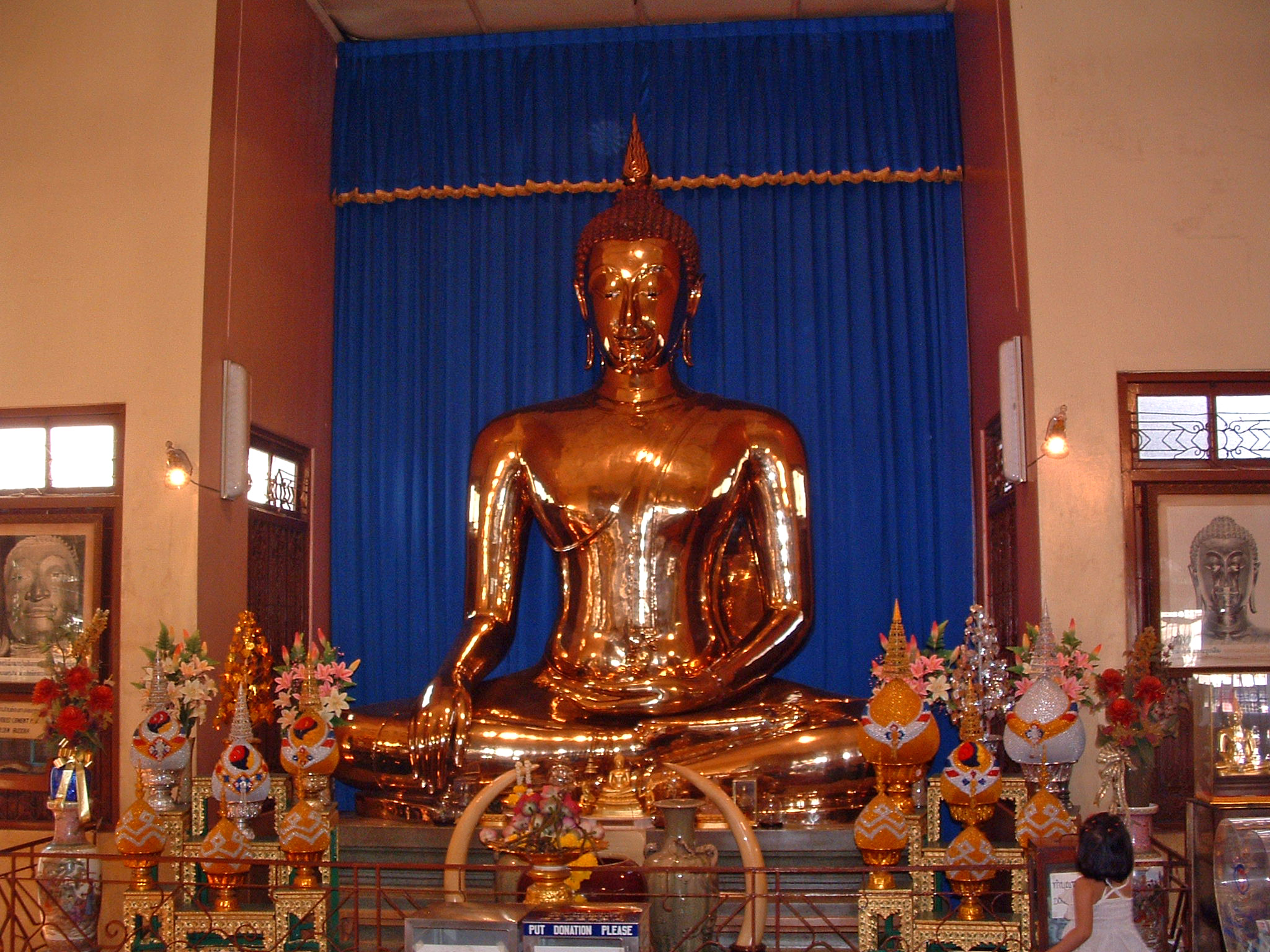
金佛寺的金佛
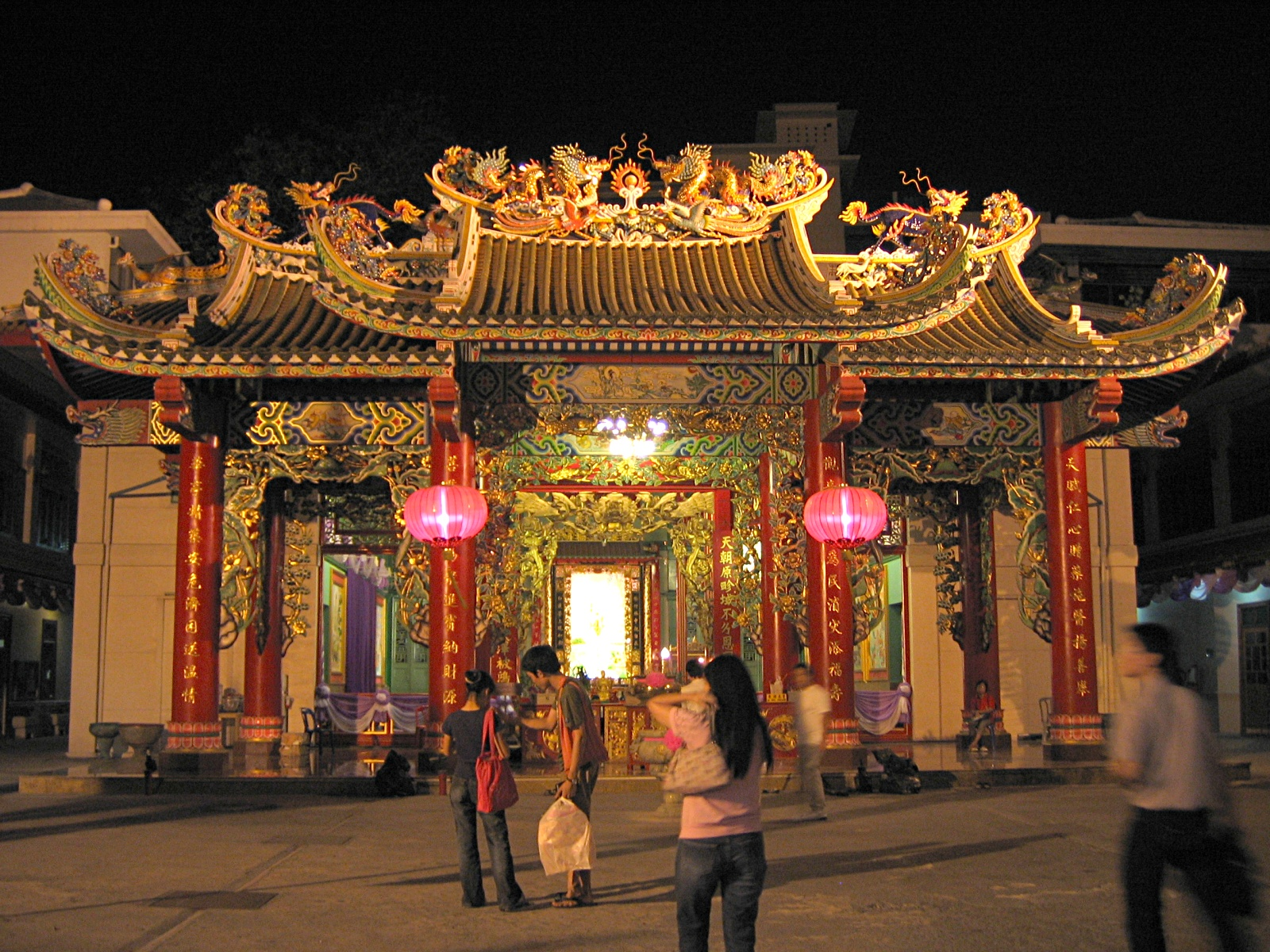
春节期间的天华慈善医院